# Правая Рассоха (приток Сулы)
Правая Рассоха (устар. Рассоха Сульская) — река в России, протекает по Архангельской области. Устье реки находится в 211 км по правому берегу реки Сулы. Длина реки — 12 км. Высота устья — 171,2 м над уровнем моря.

## Данные водного реестра
По данным государственного водного реестра России относится к Двинско-Печорскому бассейновому округу, водохозяйственный участок реки — Мезень от истока до водомерного поста у деревни Малонисогорская. Речной бассейн реки — Мезень.